# Kabinet-Thatcher II
Het kabinet–Thatcher II was de uitvoerende macht van de Britse overheid van 11 juni 1983 tot 3 juni 1987. Het kabinet werd gevormd door de Conservative Party na de verkiezingen van 1983 met Margaret Thatcher de partijleider van de Conservative Party als de eerste vrouwelijke Britse premier. In het kabinet zaten meerdere (toekomstige)-prominenten zoals Nigel Lawson, Geoffrey Howe, Leon Brittan, Douglas Hurd, Michael Heseltine, Norman Fowler, Arthur Cockfield, Malcolm Rifkind en Kenneth Clarke.

## Samenstelling
| Ambtsbekleder                                                           | Ambtsbekleder     | Ambtsbekleder                                             | Functie(s)                                    | Ambtstermijn      | Ambtstermijn         | Partij(en)         |
| ----------------------------------------------------------------------- | ----------------- | --------------------------------------------------------- | --------------------------------------------- | ----------------- | -------------------- | ------------------ |
|                                                                         | Margaret Thatcher | Margaret Thatcher (1925–2013)                             | Premier                                       | 4 mei 1979        | 28 november 1990     | Conservative Party |
|                                                                         |                   | Burggraaf Whitelaw Willie Whitelaw (1918–1999)            | Vicepremier                                   | 4 mei 1979        | 10 januari 1988      | Conservative Party |
| First Secretary of State                                                | 11 juni 1983      | Burggraaf Whitelaw Willie Whitelaw (1918–1999)            |                                               |                   | 10 januari 1988      | Conservative Party |
| Lord President of the Council                                           | 11 juni 1983      | Burggraaf Whitelaw Willie Whitelaw (1918–1999)            |                                               |                   | 10 januari 1988      | Conservative Party |
| Leader of the House of Lords                                            | 11 juni 1983      | Burggraaf Whitelaw Willie Whitelaw (1918–1999)            |                                               |                   | 10 januari 1988      | Conservative Party |
|                                                                         | Nigel Lawson      | Nigel Lawson (1932–2023)                                  | Minister van Financiën                        | 11 juni 1983      | 26 oktober 1989      | Conservative Party |
|                                                                         | Geoffrey Howe     | Sir Geoffrey Howe (1926–2015)                             | Minister van Buitenlandse Zaken               | 11 juni 1983      | 24 juli 1989         | Conservative Party |
|                                                                         | Leon Brittan      | Leon Brittan (1939–2015)                                  | Minister van Binnenlandse Zaken               | 11 juni 1983      | 2 september 1985     | Conservative Party |
|                                                                         | Douglas Hurd      | Douglas Hurd (1930)                                       | Minister van Binnenlandse Zaken               | 2 september 1985  | 26 oktober 1989      | Conservative Party |
|                                                                         |                   | John Biffen (1930–2007)                                   | Leader of the House of Commons                | 6 april 1982      | 13 juni 1987         | Conservative Party |
| Lord Privy Seal                                                         | 11 juni 1983      | John Biffen (1930–2007)                                   | 3 juni 1987                                   |                   |                      | Conservative Party |
|                                                                         | Quintin Hogg      | Baron Hailsham van St Marylebone Quintin Hogg (1907–2001) | Lord Chancellor                               | 4 mei 1979        | 13 juni 1987         | Conservative Party |
|                                                                         |                   | Cecil Parkinson (1931–2016)                               | Minister van Economische Zaken                | 11 juni 1983      | 16 oktober 1983      | Conservative Party |
|                                                                         | Norman Tebbit     | Norman Tebbit (1931)                                      | Minister van Economische Zaken                | 16 oktober 1983   | 2 september 1985     | Conservative Party |
|                                                                         | Leon Brittan      | Leon Brittan (1939–2015)                                  | Minister van Economische Zaken                | 2 september 1985  | 24 januari 1986      | Conservative Party |
|                                                                         |                   | Paul Channon (1935–2007)                                  | Minister van Economische Zaken                | 24 januari 1986   | 13 juni 1987         | Conservative Party |
|                                                                         |                   | Michael Heseltine (1933)                                  | Minister van Defensie                         | 5 januari 1983    | 7 januari 1986       | Conservative Party |
|                                                                         | George Younger    | George Younger (1931–2003)                                | Minister van Defensie                         | 7 januari 1986    | 24 juli 1989         | Conservative Party |
|                                                                         | Norman Fowler     | Norman Fowler (1938)                                      | Minister van Volksgezondheid en Sociale Zaken | 14 september 1981 | 13 juni 1987         | Conservative Party |
|                                                                         | Norman Tebbit     | Norman Tebbit (1931)                                      | Minister van Arbeid                           | 14 september 1981 | 16 oktober 1983      | Conservative Party |
|                                                                         | Tom King          | Tom King (1933)                                           | Minister van Arbeid                           | 16 oktober 1983   | 2 september 1985     | Conservative Party |
|                                                                         | David Young       | Baron Young van Graffham David Young (1932–2022)          | Minister van Arbeid                           | 2 september 1985  | 13 juni 1987         | Conservative Party |
|                                                                         |                   | Sir Keith Joseph (1918–1994)                              | Minister van Onderwijs                        | 14 september 1981 | 21 mei 1986          | Conservative Party |
|                                                                         | Kenneth Baker     | Kenneth Baker (1934)                                      | Minister van Onderwijs                        | 21 mei 1986       | 24 juli 1989         | Conservative Party |
|                                                                         | Tom King          | Tom King (1933)                                           | Minister van Transport                        | 11 juni 1983      | 16 oktober 1983      | Conservative Party |
|                                                                         |                   | Nicholas Ridley (1929–1993)                               | Minister van Transport                        | 16 oktober 1983   | 21 mei 1986 (mileuu) | Conservative Party |
|                                                                         | John Moore        | John Moore (1937–2019)                                    | Minister van Transport                        | 21 mei 1986       | 13 juni 1987         | Conservative Party |
|                                                                         |                   | Michael Jopling (1930)                                    | Minister van Landbouw, Visserij en Voedsel    | 11 juni 1983      | 13 juni 1987         | Conservative Party |
|                                                                         |                   | Patrick Jenkin (1926–2018)                                | Minister van Milieu                           | 11 juni 1983      | 2 september 1985     | Conservative Party |
|                                                                         | Kenneth Baker     | Kenneth Baker (1934)                                      | Minister van Milieu                           | 2 september 1985  | 21 mei 1986          | Conservative Party |
|                                                                         |                   | Nicholas Ridley (1929–1993)                               | Minister van Milieu                           | 21 mei 1986       | 24 juli 1989         | Conservative Party |
|                                                                         |                   | Baron Cockfield Arthur Cockfield (1916–2007)              | Kanselier van het Hertogdom Lancaster         | 11 juni 1983      | 11 september 1984    | Conservative Party |
|                                                                         |                   | Graaf Gowrie Grey Gowrie (1939–2021)                      | Kanselier van het Hertogdom Lancaster         | 11 september 1984 | 2 september 1985     | Conservative Party |
|                                                                         | Norman Tebbit     | Norman Tebbit (1931)                                      | Kanselier van het Hertogdom Lancaster         | 2 september 1985  | 13 juni 1987         | Conservative Party |
|                                                                         |                   | Peter Walker (1932–2010)                                  | Minister van Energie                          | 11 juni 1983      | 13 juni 1987         | Conservative Party |
|                                                                         | George Younger    | George Younger (1931–2003)                                | Minister voor Schotland                       | 4 mei 1979        | 11 januari 1986      | Conservative Party |
|                                                                         | Malcolm Rifkind   | Malcolm Rifkind (1946)                                    | Minister voor Schotland                       | 11 januari 1986   | 28 november 1990     | Conservative Party |
|                                                                         |                   | Nicholas Edwards (1934–2018)                              | Minister voor Wales                           | 4 mei 1979        | 13 juni 1987         | Conservative Party |
|                                                                         |                   | Jim Prior (1927–2016)                                     | Minister voor Noord-Ierland                   | 14 september 1981 | 11 september 1984    | Conservative Party |
|                                                                         | Douglas Hurd      | Douglas Hurd (1930)                                       | Minister voor Noord-Ierland                   | 11 september 1984 | 2 september 1985     | Conservative Party |
|                                                                         | Tom King          | Tom King (1933)                                           | Minister voor Noord-Ierland                   | 2 september 1985  | 24 juli 1989         | Conservative Party |
|                                                                         | David Young       | Baron Young van Graffham David Young (1932–2022)          | Minister zonder portefeuille                  | 11 September 1984 | 2 september 1985     | Conservative Party |
| Formeel geen leden van het kabinet, maar woonde kabinetsvergadering bij |                   |                                                           |                                               |                   |                      |                    |
| Ambtsbekleder                                                           | Ambtsbekleder     | Ambtsbekleder                                             | Functie(s)                                    | Ambtstermijn      | Ambtstermijn         | Partij(en)         |
|                                                                         |                   | Peter Rees (1926–2008)                                    | Onderminister voor Financiën                  | 11 juni 1983      | 2 september 1985     | Conservative Party |
|                                                                         | John MacGregor    | John MacGregor (1937)                                     | Onderminister voor Financiën                  | 2 september 1985  | 13 juni 1987         | Conservative Party |
|                                                                         | John Gummer       | John Gummer (1939)                                        | Thesaurier- Generaal                          | 11 juni 1983      | 2 september 1985     | Conservative Party |
|                                                                         | Kenneth Clarke    | Kenneth Clarke (1940)                                     | Thesaurier- Generaal                          | 2 september 1985  | 13 juni 1987         | Conservative Party |
|                                                                         | Kenneth Clarke    | Kenneth Clarke (1940)                                     | Onderminister voor Arbeid                     | 2 september 1985  | 13 juni 1987         | Conservative Party |
|                                                                         |                   | Sir Michael Havers (1923–1992)                            | Advocaat-generaal                             | 4 mei 1979        | 13 juni 1987         | Conservative Party |
|                                                                         |                   | Graaf Gowrie Grey Gowrie (1939–2021)                      | Onderminister voor Cultuur                    | 11 juni 1983      | 2 september 1985     | Conservative Party |
|                                                                         | John Wakeham      | John Wakeham (1932)                                       | Onderstaats- secretaris voor Financiën        | 11 juni 1983      | 13 juni 1987         | Conservative Party |
| Chief Whip in het Lagerhuis                                             | John Wakeham      | John Wakeham (1932)                                       |                                               | 11 juni 1983      | 13 juni 1987         | Conservative Party |

Russell I ·
Smith-Stanley I ·
Hamilton-Gordon ·
Temple I ·
Smith-Stanley II ·
Temple II ·
Russell II ·
Smith-Stanley III ·
Disraeli I ·
Gladstone I ·
Disraeli II ·
Gladstone II ·
Gascoyne-Cecil I ·
Gladstone III ·
Gascoyne-Cecil II ·
Gladstone IV ·
Primrose ·
Gascoyne-Cecil III ·
Gascoyne-Cecil IV ·
Balfour ·
Campbell-Bannerman ·
Asquith I ·
Asquith II ·
Asquith III ·
Asquith IV ·
Lloyd George I ·
Lloyd George II ·
Law ·
Baldwin I ·
MacDonald I ·
Baldwin II ·
MacDonald II ·
MacDonald III ·
MacDonald IV ·
Baldwin III ·
Chamberlain I ·
Chamberlain II ·
Churchill I ·
Churchill II ·
Attlee I ·
Attlee II ·
Churchill III ·
Eden ·
Macmillan I ·
Macmillan II ·
Douglas-Home ·
Wilson I ·
Wilson II ·
Heath ·
Wilson III ·
Callaghan ·
Thatcher I ·
Thatcher II ·
Thatcher III ·
Major I ·
Major II ·
Blair I ·
Blair II ·
Blair III ·
Brown ·
Cameron I ·
Cameron II ·
May I ·
May II ·
Johnson I ·
Johnson II ·
Truss ·
Sunak ·
Starmer